# Viermele de gălbează

Fasciola hepatica

Viermele de gălbează (Fasciola hepatica) este un vierme parazit. Are 2 gazde: melcul de apa (limnea) si rumegatoarele, in special oaia, in ficatul carora creste.  Este bine adaptat condițiilor de viață; este acoperit cu un tegument care formează o cuticulă cu rol de apărare împotriva sucurilor digestive(chitina). Tegumentul și pătura musculară de sub el formează împreună teaca musculo-cutanee. După forma corpului el se clasifică în grupa platelminti (viermi cu corpul plat). Face parte din clasa viermii.
Boala parazitară a ficatului pe care o produce se numește gălbează (a ficatului), distomatoză hepatică, sau fascioloză.

## Mediu de viață și alcătuire a corpului
Viermele-de-gălbează se găsește în ficatul oilor dar poate fi găsit și la alte animale, cum ar fi vaca. Produce boala numită gălbează. Seamănă cu o sămânță de dovleac de 3-4 cm lungime. Tocmai pentru că este galben, viermele a primit numele vierme-de-gălbează. Are două ventuze pe partea ventrală, una în jurul orificiului buco-anal și celălalt înapoia lui.
Alcătuirea internă este simplă, neavând sistem circulator și nici respirator. Sistemul  digestiv este minimalist; este format din un tub lung și subțire, cu un singur orificiu buco-anal și ramificații laterale scurte. Acestea facilitează circulația substanțelor nutritive, a oxigenului și a dioxidului de carbon. Excreția se realizează prin canalicule și canale excretoare.
Sistemul nervos este alcătuit din ganglioni nervoși grupați în partea anterioară a corpului. Organele de simț sunt foarte slab dezvoltate, datorită faptului că duce o viață parazită.

## Reproducerea
Viermele de gălbează este hermafrodit și se înmulțește printr-un număr mare de ouă, pe care le depune în canalele biliare ale oii parazitate. Acestea ajung în tubul digestiv și apoi cu fecalele în mediul exterior. Dacă împreună cu fecalele ajung în apa unei bălți, din ouă ies niște larve mici, care pot înota. Larvele care pătrund în cochilia melcului se dezvoltă, se transformă, rezultând cercarii. Ele se urcă pe firele de iarbă și se închistează. 
După ce oile mănâncă iarba infestată, viermele merge din stomac în ficat până în căile biliare. În săptămânile care urmează ingestiei parazitului, subiectul are febră, frisoane și simte dureri ale ficatului. De asemenea, survin pusee de urticarie și uneori umflături ale articulațiilor. Trecerea parazitului în căile biliare provoacă icter, dureri mai acute ale ficatului, colici hepatice și o inflamare a căilor biliare și a veziculei. Prezența ouălor viermelui în scaune confirmă diagnosticul.

## Prevenirea îmbolnăvirii cu viermele de gălbează
Deoarece fasciolele (viermii de gălbează) își fac ciclul evolutiv prin intermediul melcilor, ca gazde intermediare, se recomandă efectuarea unor tratamente chimice pe pășuni pentru distrugerea melcilor, ceea ce va duce la reducerea cazurilor de gălbează la rumegătoare.

## Sistemul Respirator
Respirația la Fasciola hepatica este realizată prin intermediul tegumentului său, care este un strat subțire, umed și permeabil la gaze. Acesta schimbă oxigenul și dioxidul de carbon cu apa sau mediul umed înconjurător, într-un proces numit respirație cutanată.
Fasciola hepatica nu are plămâni sau branhii, deoarece este un vierme plat cu o formă aplatizată și o lungime de aproximativ 2-3 cm. Din acest motiv, tegumentul său este principalul loc de schimb de gaze pentru a obține oxigen și pentru a elimina dioxidul de carbon.
Pe măsură ce parazitul se deplasează prin conductele biliare ale gazdei sale, tegumentul său este expus la apa care curge în acele conducte și la mediul umed înconjurător. Acest lucru permite schimbul de gaze între tegumentul său și mediul înconjurător, ceea ce îi permite să respire și să supraviețuiască.

## Sistemul Digestiv
Sistemul digestiv la Fasciola hepatica este adaptat la modul de viață parazitar al acestui vierme plat. Acesta este alcătuit dintr-o serie de organe specializate care îi permit să obțină hrana de care are nevoie pentru a supraviețui în interiorul gazdei sale.
În timpul infecției, Fasciola hepatica se atașează de conductele biliare ale gazdei sale, unde se hrănește cu sânge și substanțe nutritive din țesuturile infectate. Sistemul digestiv al viermelui plat constă din cavitate bucala, intestin și anus.
Gura la Fasciola hepatica are o formă de ventuză, care îi permite să se atașeze de conductele biliare ale gazdei sale și să își extragă hrana. În intestin , hrana este descompusă și absorbția nutrienților are loc prin intermediul peretelui intestinal. În final, hrana nedigerată este eliminată din corpul gazdei prin anus.